# Tančírna Račí údolí

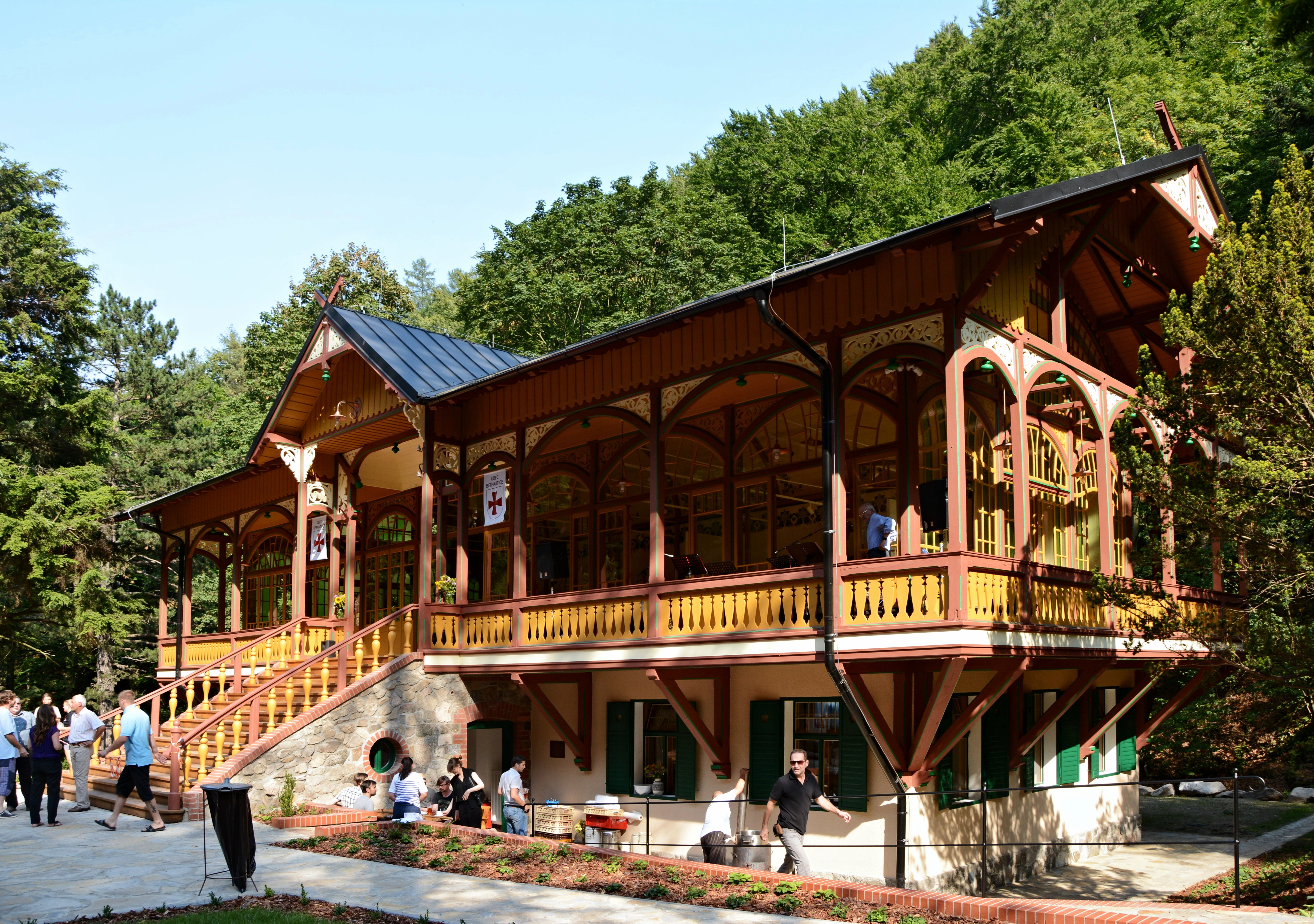
Tančírna, nach der Sanierung, 2015

Die Tančírna Račí údolí (deutsch Georgs Halle, auch Georgshalle) ist eine ehemalige Jugendstil-Ausflugsgaststätte mit Tanzsaal und Pension im Račí údolí (Krebsgrund) bei Javorník (Jauernig) in Tschechien. Das nach Plänen des Jauerniger Baumeisters Alois Utner jun. (1857–1908) errichtete und 1907 fertiggestellte Objekt wurde nach dem Bauherrn, Fürstbischof Georg Kardinal von Kopp, benannt und diente bis in die 1950er Jahre seinem ursprünglichen Zweck. Nach der Verstaatlichung im Jahre 1954 wurde die Tančírna von verschiedenen Institutionen und Betrieben auf Verschleiß genutzt. Die Sanierung des denkmalgeschützten Bauwerkes durch den heutigen Eigentümer, die Gemeinde Bernartice, wurde 2015 abgeschlossen.

## Geographie
Die Tančírna befindet sich zweieinhalb Kilometer südlich von Javorník am Rande des Naturreservats „Račí údolí“ bei dem Weiler Račí Údolí (Krebsgrund) im Reichensteiner Gebirge. Sie liegt linksseitig des Račí potok (Krebsbach) am Eingang zum Račí údolí (Krebsgrund). Westlich erheben sich die Felsen der Čertovy kazatelny (Teufelskanzel); gegen Südwesten liegen die Burgruine Rychleby und die wüste Burg Pustý zámek (Ödschloss). Östlich befindet sich das Dorf Uhelná (Sörgsdorf) und im Süden Červený Důl (Rothengrund).

## Geschichte

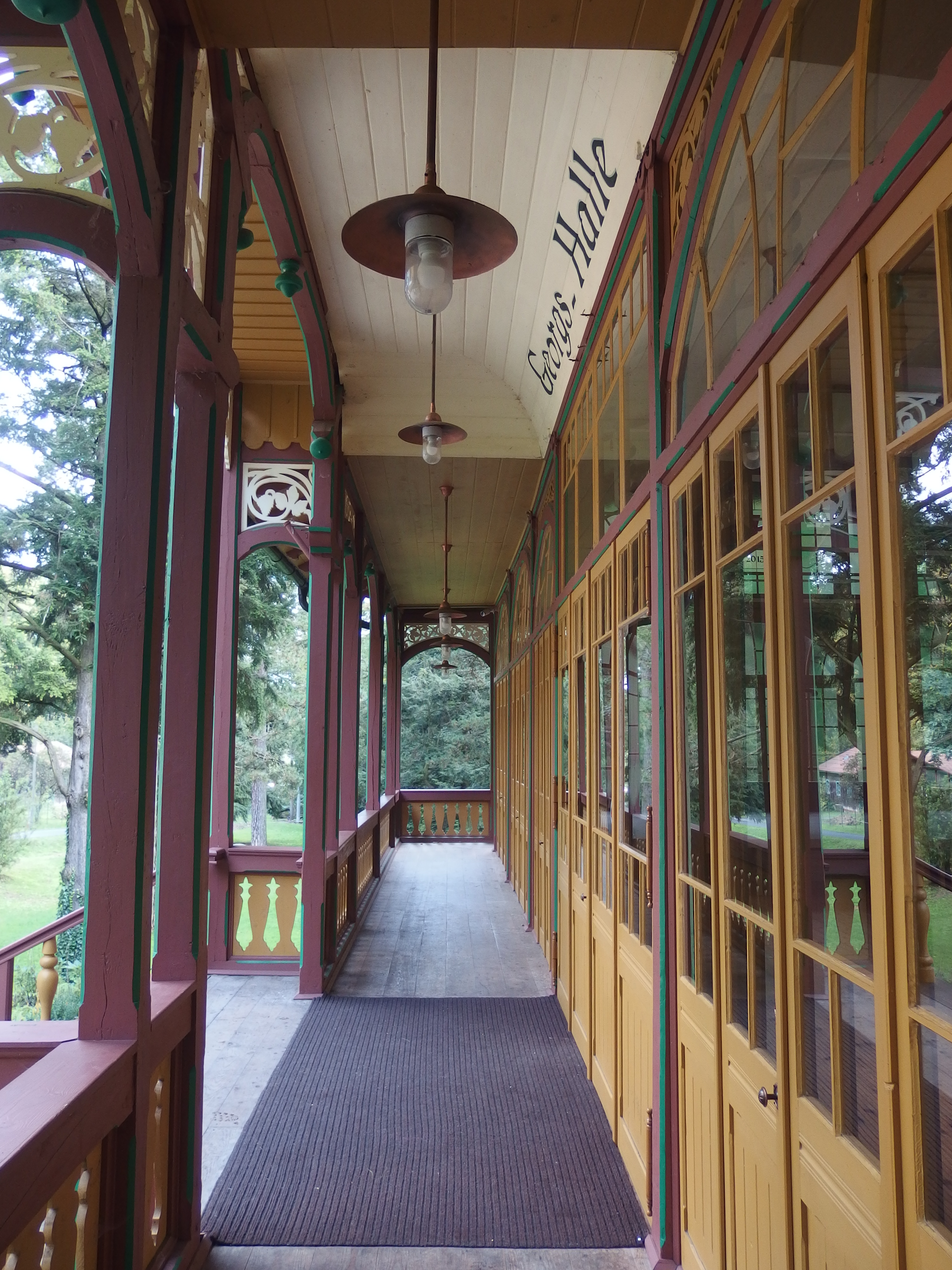
Veranda, 2020

Der landschaftlich reizvolle Krebsgrund mit seinen Felsen und der Burgruine wurde zum Ende des 19. Jahrhunderts zunehmend von Ausflüglern aufgesucht. Zu dieser Zeit befand sich an der Stelle der Tančírna im unteren Krebsgrund eine hölzerne Dampfsäge, gegenüber davon ein Beamtenwohnhaus sowie unterhalb eine kleine Bäckerei mit Wäscherei am Krebsbach; sämtliche dieser Immobilien gehörten zu den Freiwaldauer Domänengütern des Bistums Breslau mit Sitz auf Schloss Johannesberg.
Fürstbischof Georg Kardinal von Kopp ließ die Dampfsäge zu Beginn des 20. Jahrhunderts abbrechen und ab 1903 dort ein von einem Park mit Rhododendren, Zierbäumen, Felsen und stilvollen Sitzgelegenheiten umgebenes Ausflugsrestaurant mit Pension errichten. Das aufwändige und repräsentative Obergeschoss für den Tanzsaal wurde in den Jahren 1906–07 fertiggestellt. Das nach dem Kardinal als Georgs-Halle benannte Lokal war von Anfang an elektrifiziert.
Auch das auf der anderen Straßenseite gelegene Beamtenwohnhaus ließ Kopp zum Gasthaus umgestalten und an seiner rechten Seite ein Stallburschenhaus sowie einen Pferdestall anbauen. In der Bäckerei wurde 1906 das Lokal „Jägerstube“ eingerichtet. Die Objekte waren betrieblich miteinander verbunden. Die Gaststätten- und Schankkonzession wurde dem Bistum am 17. Dezember 1906 erteilt.
Georgs Halle entwickelte sich zu einem beliebten Ausflugsziel der Bewohner des Städtchen Jauernig und der umliegenden Dörfer. Vor dem Eingang zum Grund wurden weitere Häuser errichtet – es entstand die Sommerfrische Krebsgrund; zusammen mit Georgs Halle wurden im Krebsgrund insgesamt fünf Schankhäuser bzw. Restaurants bewirtschaftet. Samstags fanden in Georgs Halle Vergnügen statt, sonntags Tanztee. Der Zweite Weltkrieg brachte den Ausflugsverkehr und die Tanzveranstaltungen zum Erliegen. Nach dem Kriegsende und der Vertreibung der Deutschen aus der Tschechoslowakei wurden die Veranstaltungen in Georgs Halle, die nun den tschechischen Namen Tančírna (Tanzboden) erhielt, durch den Vorkriegspächter Alois Měsíc aus Bystřice pod Hostýnem wieder aufgenommen. Dies änderte sich 1954, als die nach wie vor im Eigentum der römisch-katholischen Kirche befindliche Tančírna verstaatlicht und in die Rechtsträgerschaft des Bezirksnationalausschusses Jeseník, Abteilung Schulwesen, übertragen wurde. Für ein halbes Jahrhundert blieb die Tančírna danach für die Öffentlichkeit unzugänglich.

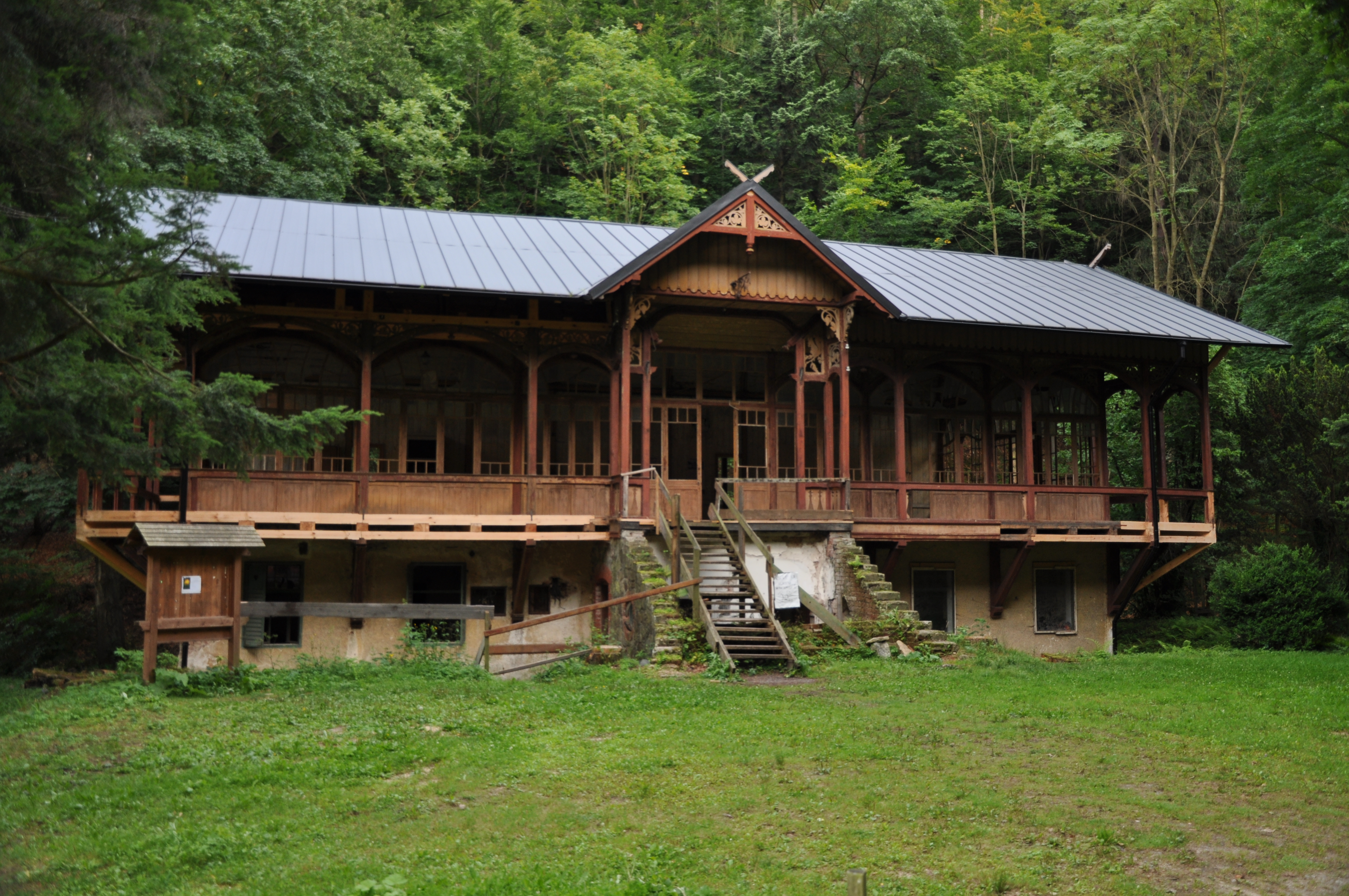
Die heruntergewirtschaftete Tančírna, 2014

Als Eigentümer folgten die Tschechoslowakischen Staatsforsten, die JZD Javorník und schließlich die Tschechoslowakische Staatsbahn. Die Räume im Parterre nutzte seit 1970 die Jagdgenossenschaft Javorník, die einen Teil des Parks umfriedete und darin Kunstbaue für die Baujagd anlegte. In dieser Zeit wurde das Objekt lediglich genutzt, die notwendige Instandhaltung jedoch unterlassen. Als die Bahn 2006 das Interesse an dem heruntergewirtschafteten Objekt verlor, bekundete die Stadt Ostrava ihr Kaufinteresse zwecks Umsetzung in die Nähe der Burg in Slezská Ostrava. Später interessierte sich noch die Gemeinde Loučná nad Desnou für die Tančírna – gleichfalls mit Umsetzungsabsicht. Ebenso war eine Rückgabe an die Kirche im Gespräch. Der Verkauf erfolgte 2007 an die nahegelegene Gemeinde Bernartice, die die Erhaltung am historischen Standort zusicherte, sich zunächst jedoch nur zur Notinstandsetzung in der Lage sah. Die Stadt Javorník, auf deren Gemarkung die Tančírna steht, zeigte kein Interesse. Nachdem die Gemeinde Bernartice im Jahre 2014 Fördermittel für die originalgetreue Wiederherstellung der Tančírna erhalten hatte, wurden die Arbeiten im selben Jahre aufgenommen. Am 24. Juli 2015 erfolgte die feierliche Eröffnung der Tančírna als Kultur- und Informationszentrum der Gemeinde Bernartice. Die Tančírna wird seither für Konzerte, Ausstellungen, Vorträge, Tanzabende und Lesungen genützt. Im ersten Geschoss ist eine Dauerausstellung zum Reichensteiner Gebirge untergebracht.
Das ehemalige Stallburschenhaus dient heute als Hegerhaus.

## Bauwerk

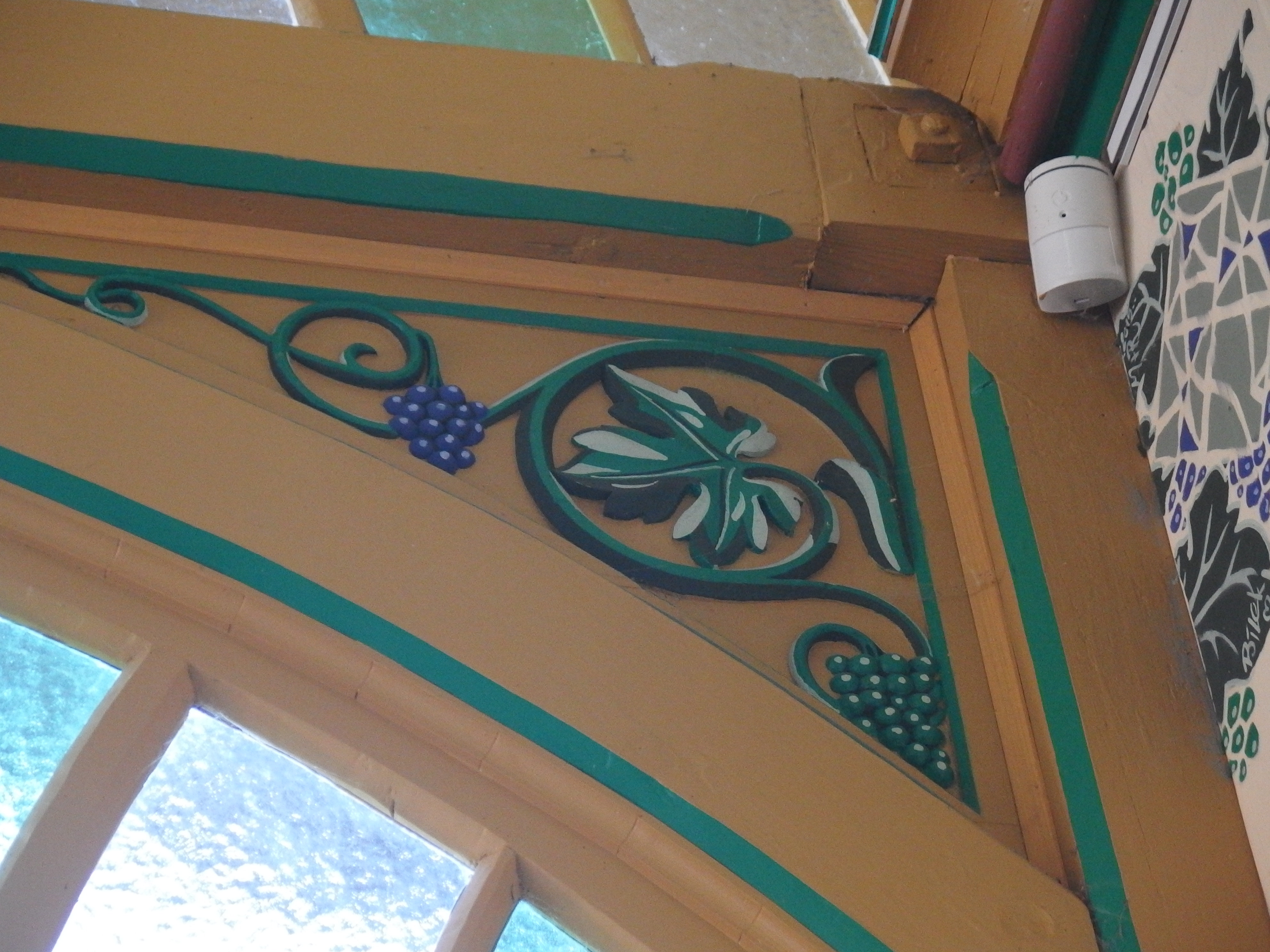
Detail der Wanddekoration des Saales

Die Tančírna weist einen rechteckigen Grundriss auf, wobei die Giebelseiten schmaler sind. Die Gebäudeachse verläuft gegen Nordost/Südwest. Vor der nordwestlichen Fassade wurde von der Straße eine über dem Niveau des Parterres gelegene Freiterrasse angelegt, von der eine Freitreppe ins Obergeschoss führt. Umgeben ist das Gebäude von einem Park.
Der architektonisch einzigartige Jugendstil-Tanzsaal sowie der kompositorisch und durch seine Arten wertvolle Park sind als Kulturdenkmal unter Schutz gestellt.

### Parterre

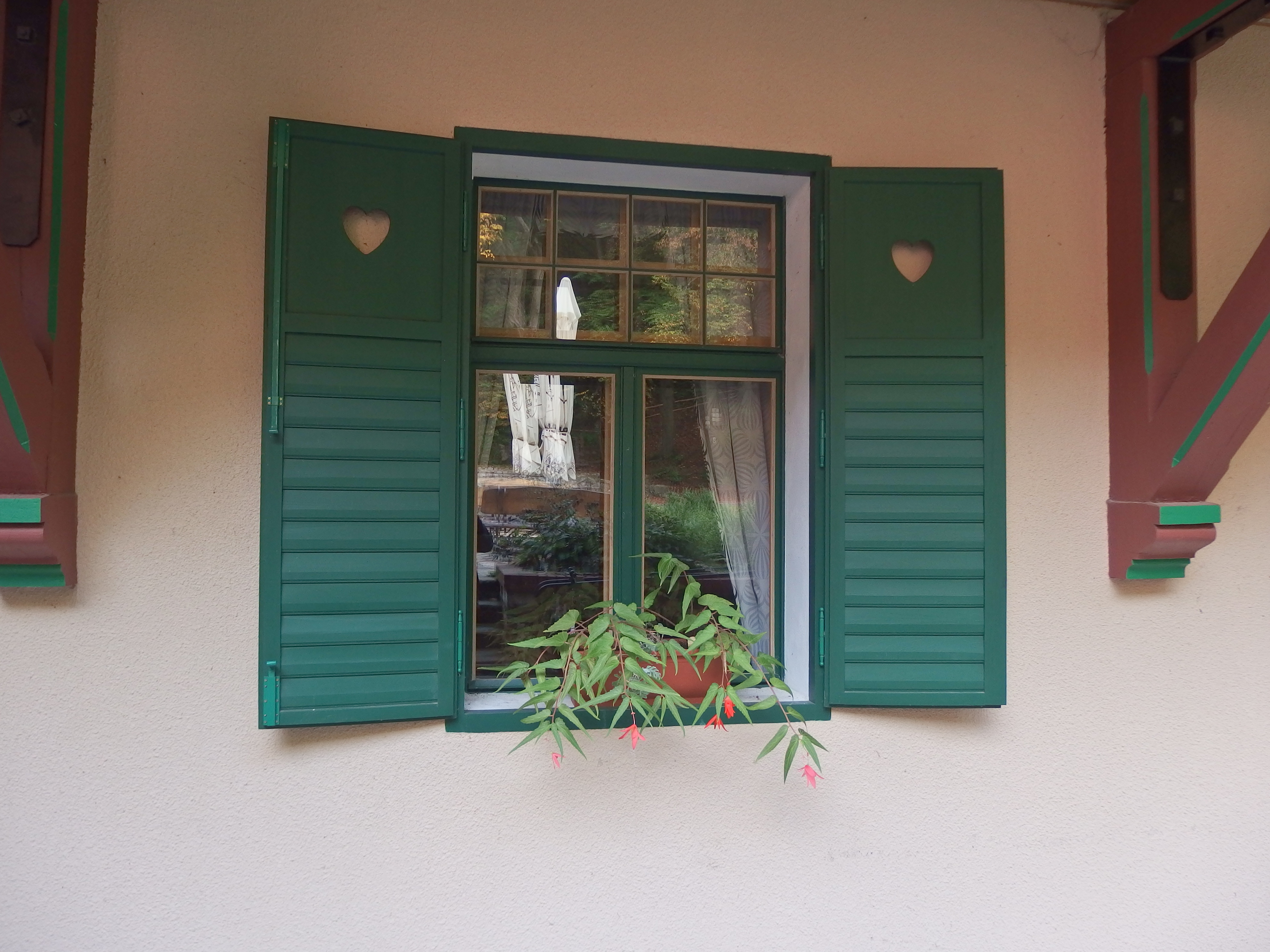
Fenster im Parterre, 2020

Das gemauerte Parterre mit separatem Eingang war in zwei Hauptteile gegliedert. Im nördlichen Teil befanden sich eine geräumige Küche, der Ausschank und ein Vorbereitungsraum. Der südliche Teil umfasste die Speisekammer, zwei Wohnräume sowie Sozialräume. Ein Aufzug beförderte die Speisen und Getränke in den darüberliegenden Saal. Der Anbau enthielt zwei weitere Räume. Heute befinden sich im Parterre eine Lounge und ein Café mit Informationszentrum.

### Saal

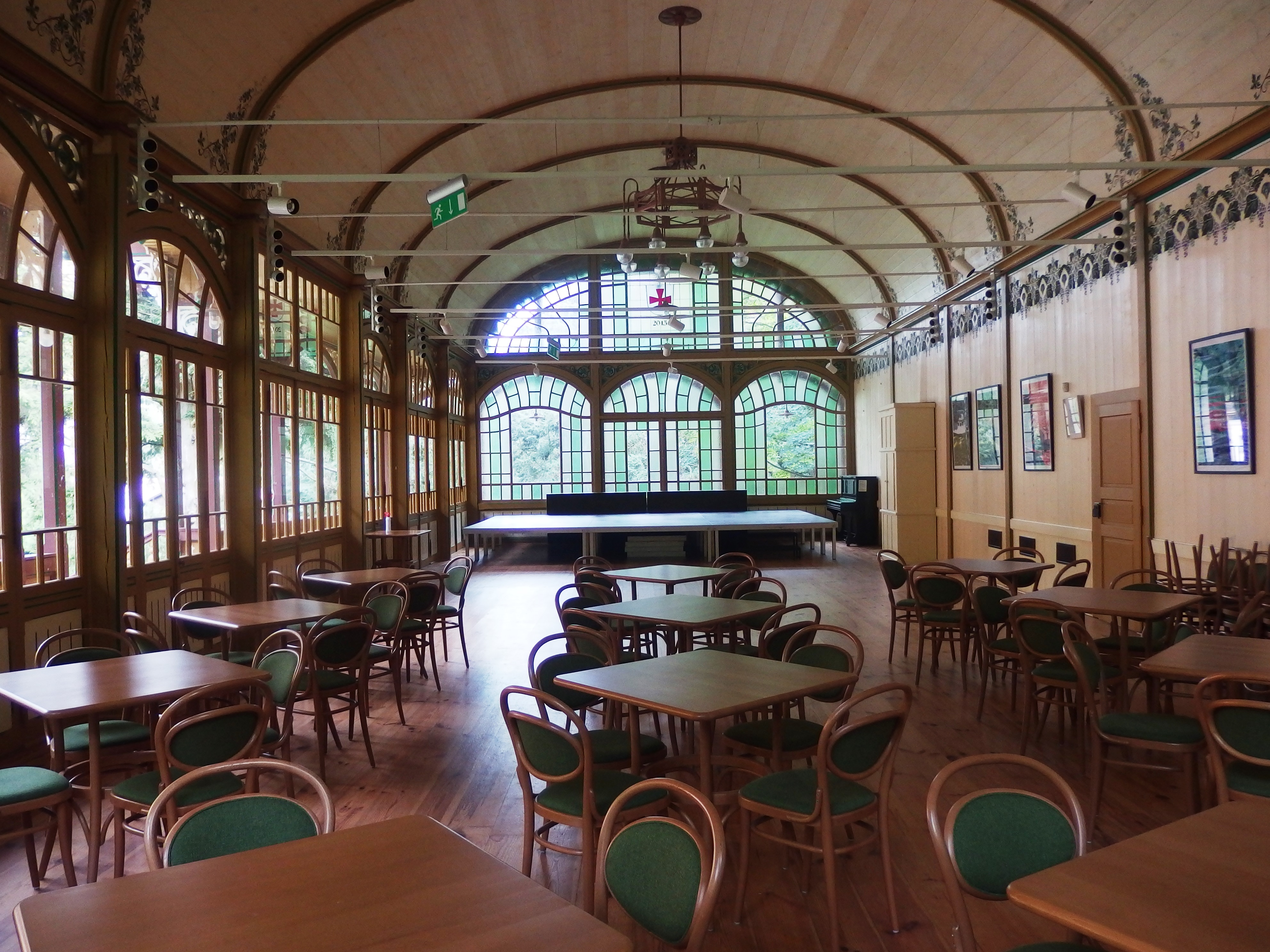
Innenansicht des Saales, 2020

Der über eine steinerne Freitreppe zugängliche große Tanzsaal im Obergeschoss bildete den Hauptraum. Er war eine Holz-Glas-Konstruktion mit einer Länge von über 20 m und von einer hölzernen Veranda umgeben. Anstelle der abgebrochenen Steintreppe führt heute eine Holztreppe zum Saal.
Die Täfelung war farbig lackiert, die Balken mit Weinreben und anderen plastischen Ornamenten dekoriert. Farbige Vitragen in Blau- und Grüntönen verzierten die Fenster. Die mittleren Oberlichter der Giebelseiten enthielten Wappendarstellungen des Fürstbischofs Kopp sowie ein weiteres Wappen.
Heute zeigen die Wappenfenster das Gemeindewappen von Bernartice.
Der Saal wird heute für Konzerte, Lesungen, Tanzaufführungen, Workshops und Hochzeiten genutzt.

## Park
Der Naturlandschaftspark entstand 1903 zusammen mit dem steinernen Erdgeschoss der Tančírna. Lediglich der zentrale Teil vor der Freitreppe wurde mit regelmäßigen Elementen gestaltet. Der nordöstliche, untere Teil des Parks zwischen der Straße nach Ober Forst und dem Krebsbach war nur mit wenigen Nadelgehölzen bepflanzt, um den Besuchern einen freien Blick auf die dekorative Giebelseite von Georgs Halle zu bieten. Aus diesem Teil führte eine Stiege durch Felsen auf die Freiterrasse vor dem Lokal. Etwa zwei Drittel dieser Fläche nahmen die Außensitze ein, das übrige bestand aus zwei axial zum Gebäude angelegten quadratischen Rasenflächen mit Baumbepflanzung. Das linke Bachufer wurde mit einer Erlenreihe gesäumt. Der südwestliche Teil des Parks erstreckte sich bis zu einem damals schon mächtigen Bergahorn im Wald des Krebsgrundes.
Entlang der Grundstücksgrenze wurde ein von Thujen, Eiben und Laubsträuchern gesäumter Rundweg geschaffen, der den Spaziergängern den Blick auf Georgs Halle gewährleistete.
Der Park erfuhr in dem Jahrhundert seit seiner Anpflanzung kaum Veränderungen, jedoch auch keine Baumpflege. Ein Teil des südwestlichen Bereiches wurde 1970 umfriedet und darin Kunstbaue für die Baujagd auf Fuchs und Dachs angelegt; das inzwischen verwilderte Areal mit einem verfallenen Containerbau verschandelt den Park.
Als wertvollstes Exemplar gilt der knapp 200-jährige Bergahorn an der Grenze des umfriedeten Bereiches zum Naturreservat „Račí údolí“. Die höchsten Bäume sind zwei in der oberen Krone mit Misteln befallene Nordmann-Tannen an der eingestürzten Stiege nach dem südwestlichen Bereich. Außerdem wachsen im Park je drei stattliche Kanadische Hemlocktannen und Schwarzkiefern sowie zwei blühfreudige Gruppen des Catawba-Rhododendron (Rhododendron catawbiense). Zu den seltensten Exemplaren gehören eine Nootka-Scheinzypresse und eine Zirbelkiefer. Der gesamte Bestand der Blauen Stechfichte ist hingegen im Absterben begriffen.